# Macrophoma paeoniae
Macrophoma paeoniae är en svampart som beskrevs av Scalia 1901. Macrophoma paeoniae ingår i släktet Macrophoma och familjen Botryosphaeriaceae.   Inga underarter finns listade i Catalogue of Life.